# Édgar Ramírez
Édgar Filiberto Ramírez Arellano (San Cristóbal, 25 de marzo de 1977) es un actor venezolano de cine y  televisión, ganador de un Premio César y un Premio ALMA. Ha sido también nominado al Globo de Oro, a los Premios del Sindicato de Actores y a los Premios Emmy.

## Biografía
Ramírez nació en San Cristóbal, Táchira, Venezuela, hijo de la escritora Soday Arellano y del militar retirado Filiberto Ramírez. Tiene una hermana por vía materna, de nombre Nataly Arellano.  
Estudió primaria en la Unidad Educativa Colegio Aplicación, también estudió en la Unidad Educativa Colegio Metropolitano, para luego continuar estudios en el Centro Educativo Montalbán. Cursó estudios superiores de Comunicación Social en la Universidad Católica Andrés Bello, de Caracas, y un posgrado en artes escénicas en la Universidad Central de Venezuela, donde comenzó a explorar su faceta de actor, trabajando en diversos cortometrajes estudiantiles. 
En el año 2000, antes de dedicarse como actor a tiempo completo, fue el director ejecutivo de una campaña titulada Dale al Voto, patrocinada por una ONG venezolana, que buscaba fomentar los valores democráticos en la juventud venezolana.

### Camino a la fama
En el año 2003, alcanzaría la fama en su país como el personaje de Cacique, en la telenovela Cosita rica, producida por el canal venezolano Venevisión, y que se mantuvo al aire desde septiembre del 2003 hasta agosto de 2004, durando 270 capítulos. Durante ese tiempo también se estrenaron dos películas en las que participó: Yotama se va volando y, como protagonista, Punto y raya. Esta última sería la representante de Venezuela ante los premios Oscar de ese mismo año.

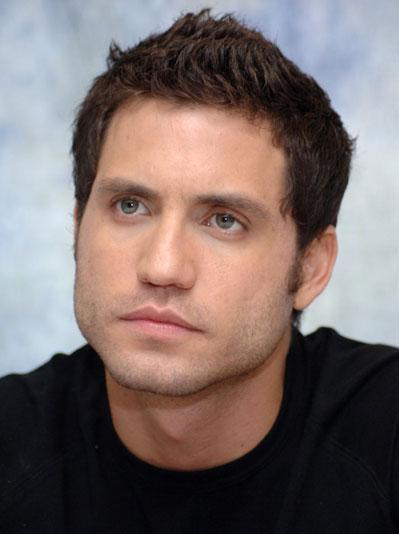
Édgar Ramírez en 2005.

Tras su debut en el cine venezolano, Ramírez trabajó en Hollywood en el año 2005, cuando coprotagonizó la cinta estadounidense Domino, del director Tony Scott, y en la cual interpretaba a Choco.
Durante 2006, se estrenaron en Venezuela otras tres películas protagonizadas por él: El Don de José Ramón Novoa, Plan B de Alejandro Wiedemann y Elipsis de Eduardo Arias-Nath.
En 2007, se estrenó Bourne: El ultimátum, en la cual interpreta a Paz, un asesino que persigue a Matt Damon en la más reciente entrega de la saga de Jason Bourne. Además, también protagonizó Cyrano Fernández, cinta dirigida por Alberto Arvelo que se estrenó en el Festival de Cine del American Film Institute.
En el año 2008, participa en la película Vantage Point, dirigida por Peter Travis y protagonizada por Dennis Quaid, Forest Whitaker, William Hurt, Matthew Fox, Eduardo Noriega y Sigourney Weaver en los papeles principales. En esta película Ramírez encarna a Javier, un soldado de las fuerzas especiales chantajeado por un grupo de terroristas que pretenden asesinar al presidente de los Estados Unidos, Ashton (William Hurt) durante una cumbre internacional por la paz en el corazón de Salamanca, España. Ese mismo año, participó en la cinta, Ché, El Argentino de Steven Soderbergh, que revisa algunos hechos de la vida del Che Guevara, y donde interpretó a Ciro Redondo, un revolucionario cubano.
En 2010, protagoniza la película Carlos, donde encarna al terrorista más conocido de su país, Carlos, El Chacal, y con quien además de compartir nacionalidad también comparte apellido. Por esta interpretación ha sido nominado a los Premios Globo de Oro, los SAG del Sindicato de actores de Estados Unidos, el Lumière de la Crítica Internacional en Francia, y el Círculo de Críticos de Londres en la categoría de mejor actor en miniserie/película para televisión 2011. En los Premios César 2011, recibió por la versión cinematográfica de la serie de televisión, el Premio César al Mejor Actor Más Prometedor. Su interpretación en Carlos también le valió para ser nominado como mejor actor en la 63 entrega de los premios Emmy.

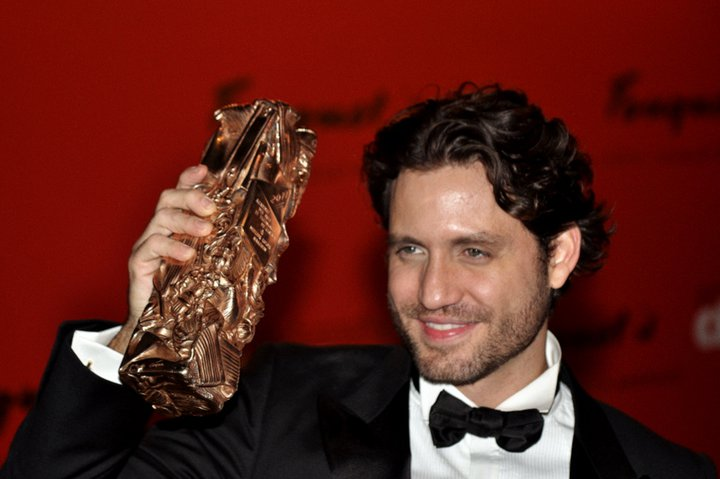
Édgar Ramírez recibiendo un César al mejor actor revelación en 2011.

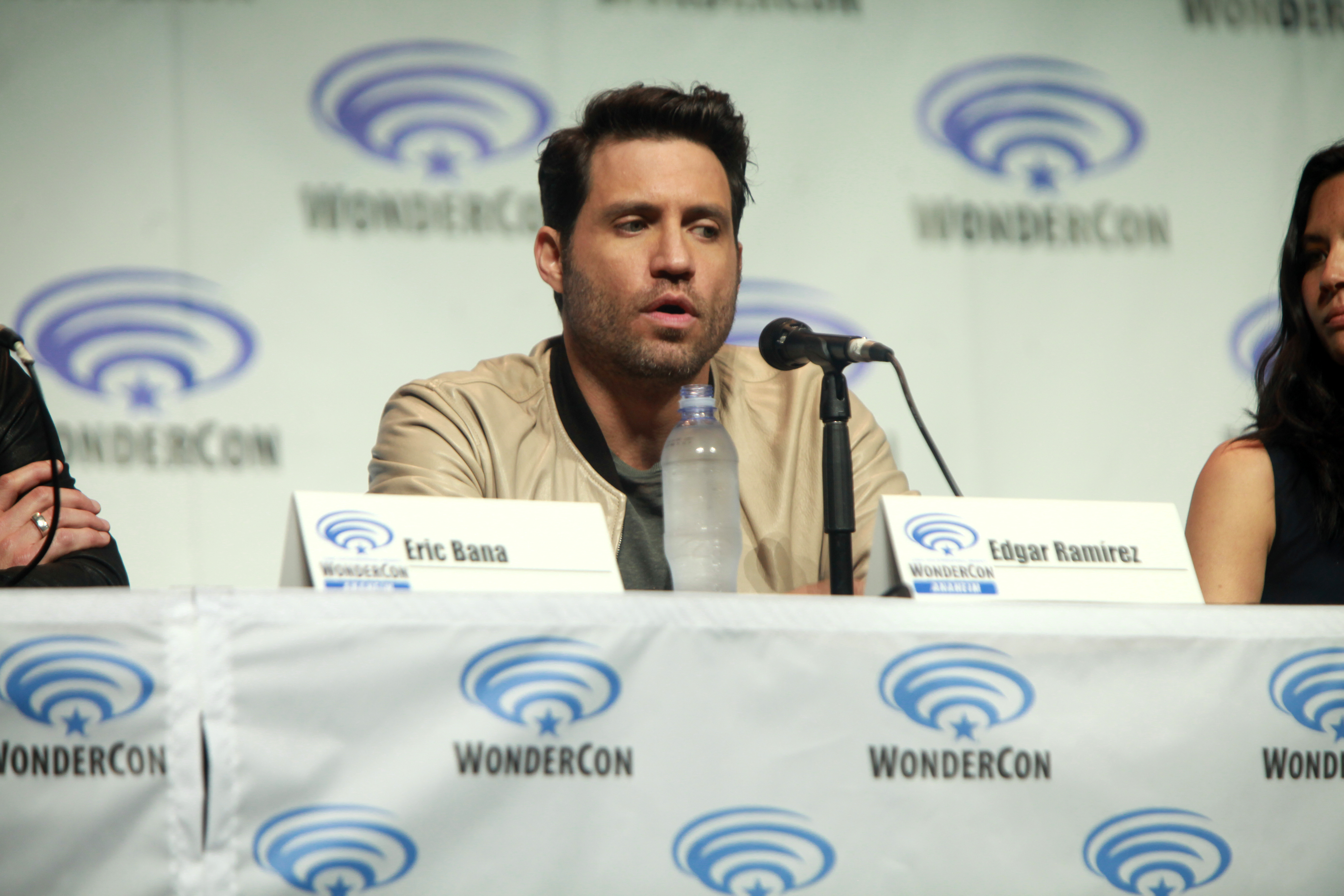
Ramírez en el año 2014.

A inicios del 2011 el New York Times lo incluyó en su lista de los actores que deberían ser nominados al Óscar como Mejor Actor Principal. Según el New York Times Ramírez debería estar nominado como mejor actor, ya que tiene habilidad para caracterizar personajes rudos. El protagonista de “Carlos” figura dentro de la lista junto a reconocidos actores como: Michael Douglas y Robert Duvall.
En septiembre de 2011, fue estrenada la cinta colombiana protagonizada por Ramírez, Saluda al diablo de mi parte, dirigida por Juan Felipe Orozco y escrita por Esteban Orozco. Junto a Édgar, protagonizan esta cinta, Ricardo Vélez, Carolina Gómez, Salvador del Solar, Patrick Delmas y el también venezolano Albi de Abreu. Ramírez interpreta a Ángel, quien, junto a su hija, es secuestrado por un poderoso hombre (Ricardo Vélez), quien en el pasado habría sido víctima de un grupo de secuestradores del que hacía parte Ángel.
El actor venezolano participó en la cinta de la ganadora del Oscar Kathryn Bigelow, Zero Dark Thirty. La película recreó el operativo militar que puso fin al líder de Al Qaeda, Osama bin Laden. La cinta, que se rodó en Nueva Delhi, tuvo a Ramírez interpretando a uno de los soldados que participaron en dicha misión militar. La película se desarrolló en varios parajes de la India en los que se pretende recrear los paisajes pakistaníes. La película, dirigida por Bigelow, fue escrita por Mark Boal y distribuida por la productora Columbia/ Sony. La cinta se estrenó en el mes de diciembre del año 2012.

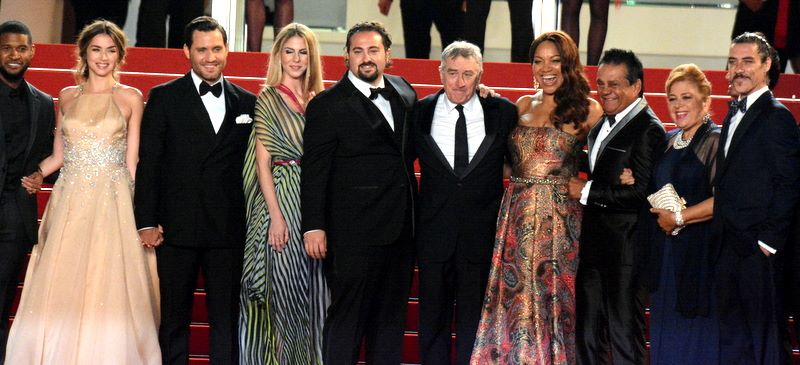
Ramírez junto al elenco de Manos de Piedra, encabezado por el director de cine también venezolano Jonathan Jakubowicz, en el Festival de Cannes en el año 2016.

En 2012, el actor interpretó al Dios de la guerra Ares en la secuela de Clash of the Titans, titulada Wrath of the Titans (Furia de Titanes II) y donde compartió escena con los actores de la cinta original, Liam Neeson, Sam Worthington y Ralph Fiennes. Furia de Titanes II, dirigida por Jonathan Liebesman, comenzó a rodarse en 3D a principios de marzo de 2011, y se estrenó en marzo del 2012.
Édgar participó junto a Jennifer Lawrence en la película Joy, donde interpreta a Tonny Mirane, el esposo de la protagonista Joy Mangano, un venezolano que vive en el sótano de la casa y que se ha convertido en una carga para ella pero que irá motivándola a medida que avanza la historia. Ramírez mantiene una actuación limpia y aprovecha la ocasión para hablar, en algunas escenas, con marcado acento venezolano. De hecho, fue él mismo quien enseñó a Lawrence a decir algunas frases en español para la película. Es una película biográfica de comedia dramática estadounidense de 2015, dirigida por David O. Russell, escrita por él mismo junto a Annie Mumolo. La película narra la historia de una madre soltera con dos hijos, Joy Mangano, quien inventó el "Miracle Mop" y se convirtió en la presidenta de Ingenious Designs, LLC.   
El 26 de agosto de 2016, se estrenó Hands of Stone (Mano de Piedra), una película autobiográfica del boxeador panameño Roberto Durán, que es interpretado por Ramírez junto a Robert De Niro, Ana de Armas, Usher Raymond, Jurnee Smollett-Bell, Ellen Barkin y Rubén Blades, entre otros. La película fue escrita y dirigida por el venezolano Jonathan Jakubowicz, logrando un gran apogeo internacional.
Su última película, La Red Avispa, fue dirigida por el cineasta francés Olivier Assayas y está basada en el libro The Last Soldiers of the Cold War, de Fernando Morais. Cuenta la historia de un grupo de espías cubanos en territorio estadounidense durante la década de 1990. En la película, Ramírez actuó junto a Penélope Cruz, Gael García Bernal, Ana de Armas y Wagner Moura. La película ha sido considerada por un sector,[¿cuál?] como «propaganda» a favor del gobierno cubano.

## Filmografía

### Cine
| Año  | Título                          | Papel                                | Notas                                                       |
| ---- | ------------------------------- | ------------------------------------ | ----------------------------------------------------------- |
| 2024 | Borderlands (película)          | Atlas                                | Dirigida por Eli Roth                                       |
| 2024 | Emilia Pérez                    | Gustavo                              | Dirigida por Jacques Audiard                                |
| 2022 | Agentes 355                     | Luis Rojas                           | Dirigida por Simon Kinberg                                  |
| 2021 | Jungle Cruise                   | Lope de Aguirre                      | Dirigida por Jaume Collet-Serra                             |
| 2021 | Yes Day                         | Carlos Torres                        | Dirigida por Miguel Arteta. Producción de Netflix           |
| 2020 | The Last Days of American Crime | Graham Bricke                        | Dirigida por Olivier Megaton. Producción de Netflix         |
| 2020 | Resistencia                     | Sigmund                              | Dirigida por Jonathan Jakubowicz.                           |
| 2019 | La Red Avispa                   | René González                        | Dirigida por Olivier Assayas. Producción de Netflix         |
| 2018 | La Quietud                      | Vincent                              | Dirigida por Pablo Trapero                                  |
| 2018 | Furlough                        | Kevin Rivera                         | Dirigida por Laurie Collyer                                 |
| 2017 | Bright                          | Kandomere                            | Dirigida por David Ayer. Producción de Netflix              |
| 2016 | La chica del tren               | Dr. Kamal Abdic                      | Dirigida por Tate Taylor                                    |
| 2016 | Manos de piedra                 | Roberto Durán                        | Dirigida por Jonathan Jakubowicz                            |
| 2016 | Gold                            | Michael Acosta                       | Dirigida por Stephen Gaghan                                 |
| 2015 | Joy                             | Tony Miranne                         | Dirigida por David O. Russell                               |
| 2015 | Punto de quiebre                | Bodhi                                | Dirigida por Ericson Core. Adaptación de Point Break (1991) |
| 2014 | Líbranos del mal                | Mendoza                              | Dirigida por Scott Derrickson                               |
| 2013 | Libertador                      | Simón Bolívar                        | Dirigida por Alberto Arvelo                                 |
| 2013 | El abogado del crimen           | Sacerdote                            | Dirigida por Ridley Scott                                   |
| 2012 | La noche más oscura             | Larry                                | Dirigida por Kathryn Bigelow                                |
| 2012 | À cœur ouvert                   | Javier                               | Dirigida por Marion Laine                                   |
| 2012 | Furia de titanes 2              | Ares                                 | Dirigida por Jonathan Liebesman                             |
| 2011 | Saluda al diablo de mi parte    | Ángel                                | Dirigida por Juan Felipe Orozco                             |
| 2008 | Justo en la mira                | Javier                               | Dirigida por Pete Travis                                    |
| 2008 | Che                             | Ciro Redondo                         | Dirigida por Steven Soderbergh                              |
| 2008 | Cyrano Fernández                | Cyrano Fernández (también productor) | Dirigida por Alberto Arvelo                                 |
| 2007 | El ultimátum de Bourne          | Paz                                  | Dirigida por Paul Greengrass                                |
| 2006 | Elipsis                         | Sebastián Castillo                   | Dirigida por Eduardo Arias-Nath                             |
| 2006 | El Don                          | Álvaro                               | Dirigida por Joseph Novoa                                   |
| 2005 | Domino                          | Choco                                | Dirigida por Tony Scott                                     |
| 2005 | Atenea y Afrodita               | Novio                                | Cortometraje                                                |
| 2005 | Punto y raya                    | Pedro                                | Dirigida por Elia Schneider                                 |
| 2003 | Yotama se va volando            | Manuel Zozaya                        | Dirigida por Luis Armando Roche                             |

### Televisión
| Año  | Título                                                    | Papel                 | Notas                                                     |
| ---- | --------------------------------------------------------- | --------------------- | --------------------------------------------------------- |
| 2023 | Dr. Death                                                 | Paolo Macchiarini     | Protagonista, serie de TV (temporada 2)                   |
| 2023 | Florida Man                                               | Mike Valentine        | Elenco principal, serie de TV Netflix                     |
| 2020 | The Undoing                                               | Detective Joe Mendoza | Miniserie de HBO                                          |
| 2018 | The Assassination of Gianni Versace: American Crime Story | Gianni Versace        | Segunda temporada de la serie de FX, American Crime Story |
| 2010 | Carlos                                                    | Carlos, El Chacal     | Película para televisión. Dirigida por Olivier Assayas    |
| 2005 | Ser bonita no basta                                       | Leonardo              | Telenovela. Participación especial: episodio 1            |
| 2003 | Cosita rica                                               | Cacique Chacón        | Telenovela                                                |

## Premios y nominaciones
Emmy Awards
| Año  | Categoría                                      | Trabajo nominado                                                | Resultado |
| ---- | ---------------------------------------------- | --------------------------------------------------------------- | --------- |
| 2011 | Mejor Actor - Miniserie o telefilme            | Carlos                                                          | Nominado  |
| 2018 | Mejor Actor de Reparto - Miniserie o telefilme | Anexo:The Assassination of Gianni Versace: American Crime Story | Nominado  |

Festival de Televisión de Montecarlo
| Año  | Categoría                | Trabajo nominado | Resultado |
| ---- | ------------------------ | ---------------- | --------- |
| 2011 | Mejor Actor de Miniserie | Carlos           | Ganador   |

Premios del Sindicato de Actores
| Año  | Categoría                                         | Trabajo nominado | Resultado |
| ---- | ------------------------------------------------- | ---------------- | --------- |
| 2011 | Mejor Actor de televisión - Miniserie o telefilme | Carlos           | Nominado  |

Premios César
| Año  | Categoría                       | Trabajo nominado | Resultado |
| ---- | ------------------------------- | ---------------- | --------- |
| 2011 | César al mejor actor revelación | Carlos           | Ganador   |

Globos de Oro
| Año  | Categoría                                       | Trabajo nominado                                                | Resultado |
| ---- | ----------------------------------------------- | --------------------------------------------------------------- | --------- |
| 2011 | Mejor actor de miniserie o telefilme            | Carlos                                                          | Nominado  |
| 2019 | Mejor actor de reparto de miniserie o telefilme | Anexo:The Assassination of Gianni Versace: American Crime Story | Nominado  |

Prix Lumièreo
| Año  | Categoría   | Trabajo nominado | Resultado |
| ---- | ----------- | ---------------- | --------- |
| 2011 | Mejor actor | Carlos           | Nominado  |

Círculo de Críticos de Cine de Londres
| Año  | Categoría     | Trabajo nominado | Resultado |
| ---- | ------------- | ---------------- | --------- |
| 2011 | Actor del año | Carlos           | Nominado  |

Premios Satélite
| Año  | Categoría                            | Trabajo nominado                                                | Resultado |
| ---- | ------------------------------------ | --------------------------------------------------------------- | --------- |
| 2018 | Mejor actor de miniserie o telefilme | Anexo:The Assassination of Gianni Versace: American Crime Story | Nominado  |

Online Film Critics Society Award
| Año  | Categoría   | Trabajo nominado | Resultado |
| ---- | ----------- | ---------------- | --------- |
| 2011 | Mejor Actor | Carlos           | Nominado  |

ALMA Award
| Año  | Categoría              | Trabajo nominado    | Resultado |
| ---- | ---------------------- | ------------------- | --------- |
| 2012 | Mejor Actor de Reparto | Wrath of the Titans | Ganador   |